# Daniel Rincón

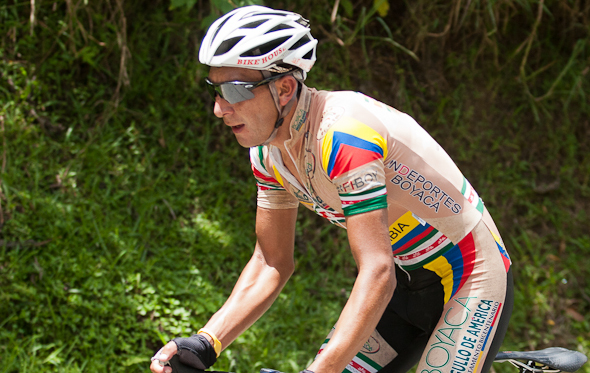
Daniel Rincón bei der Vuelta a Antioquia 2011

José Daniel Rincón Quintana (* 4. Dezember 1975 in Duitama) ist ein ehemaliger kolumbianischer Straßenradrennfahrer.

## Sportlicher Werdegang
Daniel Rincón begann seine Karriere 1997 bei dem kolumbianischen Radsportteam Lotería de Boyaca. Ab der Saison 2001 fuhr er für das Team 05 Orbitel. In seinem ersten Jahr dort wurde er kolumbianischer Meister im Straßenrennen und er gewann die Gesamtwertung des Clásica Alcaldía de Pasca. 2002 wurde er Gesamterster des Clásica de Fusagasugá, panamerikanischer Meister im Straßenrennen und er gewann die dritte Etappe des Clásico RCN. Im nächsten Jahr war er bei einem Teilstück der Vuelta a Colombia erfolgreich, wie auch 2005. 2004 fuhr er eine Saison für US Postal Service-Berry Floor. In der Saison 2006 gewann Rincón das Mannschaftszeitfahren bei der Vuelta a Colombia und die erste Etappe beim Clásica Club Deportivo Boyacá. Ein Jahr später gewann er mit dem Colombia es Pasión Team zwei Etappen bei der Vuelta a Cundinamarca und konnte so auch die Gesamtwertung für sich entscheiden. Außerdem wurde er Gesamterster beim Clásica Club Deportivo Boyacá und er gewann die erste Etappe der Vuelta a Boyacà. 2008 gewann er jeweils eine Etappe und die Gesamtwertung beim Clásica Club Deportivo Boyacá sowie beim Clásica Nacional Marco Fidel Suárez. Des Weiteren war er bei Teilstücken des Clásica de Guarné und der Vuelta a Boyacà erfolgreich. In der Saison 2009 konnte er den Prolog und die Gesamtwertung des Clásica Alcaldía de Pasca gewinnen sowie eine Etappe der Vuelta a Cundinamarca.
Daniel Rincón ist ein jüngerer Bruder von Oliviero Rincón, der von 1990 bis 1998 Profi war und unter anderem Etappen bei der Tour de France, der Vuelta a España und beim Critérium du Dauphiné Libéré gewann.

## Erfolge
2001
- Kolumbianischer Meister – Straßenrennen

2002
- Panamerikameister – Straßenrennen

2003
- eine Etappe Vuelta a Colombia

2005
- eine Etappe Vuelta a Colombia

2006
- eine Etappe Vuelta a Colombia (Mannschaftszeitfahren)

2010
- eine Etappe Doble Sucre Potosí Gran Premio

## Teams
- 1997 Lotería de Boyaca
- 1998 Lotería de Boyaca

- 2001 05 Orbitel
- 2002 05 Orbitel

- 2004 US Postal Service-Berry Floor

- 2007 Colombia es Pasión Team

- 2009 UNE-EPM
- 2010 Boyacá Orgullo de America
- 2011 Boyacá Orgullo de America

- 2013 Formesan-Bogotá Humana
- 2014 Boyacá se atreve-LC Boyacá